# Лагерь НКВД для немецких военнопленных № 168
Лагерь № 168 — один из лагерей НКВД, который располагался на Масюковщине. Он был частью системы лагерей для военнопленных армий гитлеровской коалиции и интернированных граждан Германии. Основан летом 1944 года. на месте бывшего лагеря советских военнопленных. Первыми узниками лагеря стали военнопленные вермахта, попавшие в плен под Минском. После этого лагерь активно пополнялся новыми партиями военнопленных.
Постановлением Государственного Комитета Обороны от 3 февраля 1945 г. и приказом НКВД СССР Л. Берия от 6 февраля 1945 г. предписывалось вывезти трудоспособное население советской оккупационной зоны Германии в СССР на принудительный труд для восстановления советской экономики. Таким образом, лагерь № 168 стал пополняться мирным населением.
В 1945 году в лагере № 168 умерло 237 заключенных. Умерших хоронили на окраине лагеря. По состоянию на апрель 1946 года всего в лагере находилось 22 594 человека.
Заключенные и интернированные использовались при реконструкции и строительстве таких объектов, как МАЗ и МТЗ (7,5 тыс. чел.), Завод имени Кирова (1,2 тыс. чел.), Театр оперы и балета (1,5 тыс. чел.), здание Академии наук (800 чел..), завод имени Вавилова, часть нынешнего проспекта Независимости, Асмоловка.
Репатриация началась в 1947 году. Немцам и другим интернированным, вернувшимся на родину, за проделанную работу платили деньги, но они не имели права вывозить деньги с территории СССР, их должны были «конфисковать» на месте. Последними из лагеря в конце сентября 1955 года вышли осужденные за военные преступления, помилованные правительством СССР. Кладбище военнопленных и интернированных на Масюковщине было уничтожено, как и другие 77 подобных кладбищ в Беларуси. Некоторые из похороненных там были перенесены в братские могилы в XXI веке.